# Michael Bennet
Michael Farrand Bennet (* 28. listopadu 1964, Nové Dillí, Indie) je americký právník, podnikatel a politik. Od roku 2009 je demokratickým senátorem Spojených států amerických za stát Colorado.
Bennet byl do úřadu senátora USA uveden guvernérem Billem Ritterem poté, co předchozí senátor za Colorado Ken Salazar se stal ministrem vnitra v Obamově vládě. Do senátu byl řádně zvolen v roce 2010 a poté opět v roce 2016. V květnu roku 2019 ohlásil svou kandidaturu na nominaci demokratů pro volby prezidenta USA 2020. Svou kampaň ukončil v únoru 2020.